# Yūki Abe
Yuki Abe (阿部 勇樹, Abe Yūki) (6 de septiembre de 1981, Ichikawa, Chiba, Japón) es un exfutbolista japonés que se desempeñaba como centrocampista y como defensa central. Fue internacional con la Selección de Japón.

## Biografía

### JEF United
Abe perteneció al JEF United Ichihara Chiba desde muy joven, jugando en las categorías inferiores del club desde 1994, con 13 años. Abe debutaría en 1998, con 16 años, en el primer equipo, teniendo el récord de ser el jugador más joven en jugar en la J. League. Años después se convirtió en el capitán y en 2005 y 2006 ganó títulos con el JEF United.

### Urawa Red Diamonds
En enero de 2007, Abe se une al Urawa Red Diamonds por 360 millones de yenes, una cifra récord en el traspaso de un jugador japonés. Con el Urawa, Abe ganó la Liga de Campeones de la AFC en 2007.

### Leicester City
En agosto de 2010, Abe firma con el Leicester City, debutando en septiembre contra el Cardiff City marcando su primer gol en mayo de 2011 contra el Ipswich Town.

## Selección nacional
Ha sido internacional con la Selección de fútbol de Japón, ha jugado 53 partidos internacionales y ha anotado 3 goles.

### Participaciones en Copas del Mundo
| Mundial                        | Sede      | Resultado   |
| ------------------------------ | --------- | ----------- |
| Copa Mundial de Fútbol de 2010 | Sudáfrica | 8° de final |

## Clubes
| Club                      | País       | Año       |
| ------------------------- | ---------- | --------- |
| JEF United Ichihara Chiba | Japón      | 1998-2007 |
| Urawa Red Diamonds        | Japón      | 2007-2010 |
| Leicester City            | Inglaterra | 2010-2012 |
| Urawa Red Diamonds        | Japón      | 2012-     |

## Palmarés
JEF United Ichihara Chiba
- Copa J. League: 2005, 2006

Urawa Red Diamonds
- Liga de Campeones de la AFC: 2007, 2017

- Copa Suruga Bank: 2017